# Crucified Barbara
Le Crucified Barbara sono un gruppo musicale hard rock svedese, formatosi a Stoccolma nel 1998.

## Storia del gruppo
Il gruppo nacque inizialmente come complesso hardcore punk ma poi il loro suono si spostò di più verso un hard rock grezzo e veloce. Nel 2003 venne reclutata come cantante Mia Coldheart, che prese il posto di Joey e, nello stesso anno, il quartetto firmò un contratto con l'etichetta GMR Music Group, iniziando anche la stesura e la registrazione dei pezzi che avrebbero poi composto il primo album.
Inizialmente, nel 2005 furono pubblicati i due singoli "Losing The Game" e "Rock'n'Roll Bachelor" a cui seguì l'album di debutto In Distortion We Trust, che ricevette subito dei buoni responsi anche da parte della critica.
Nel 2006, la band ha partecipato per le canzoni Killed by Death e Please Don't Touch al disco tribute per i Motörhead "St. Valentines Day Massacre"; successivamente è stato pubblicato anche il loro terzo singolo, Play Me Hard, sempre tratto dall'album di debutto.
Dopo due anni passati a portare in giro per l'Europa la loro musica, anche suonando come gruppo spalla di gruppi come Motörhead e Clutch, verso la fine del 2006 le Crucified Barbara hanno deciso di fermarsi per qualche mese per dedicarsi completamente alla scrittura delle canzoni per il nuovo album, il secondo della loro carriera musicale.
L'album, pubblicato a febbraio 2009 dal titolo 'Til Death Do Us Party, presenta un sound più potente, che porta le Crucified Barbara ad esprimersi tramite un heavy metal a cui non mancano assoli e potenti riff. Il primo singolo estratto si chiama "Sex Action" di cui è disponibile anche il video.
Il 14 giugno 2016, con un post sulla propria pagina Facebook, il gruppo annuncia lo scioglimento.  Pochi mesi dopo, Klara Rönnqvist Fors, Ida Stenbacka e Nicki Wicked annunciano la formazione del gruppo The Heard, che vede la partecipazione di Jonas Kangur dei Deathstars.
Si riformano nel 2024, dandone notizia sul loro sito il 18 ottobre. Poche settimane dopo vengono annunciate le date del reunion tour, in coincidenza con la riedizione del loro primo album su vinile.

## Formazione

### Formazione attuale
- Mia Karlsson  – voce, chitarra (2003-presente)
- Klara "Force" Rönnqvist Fors – chitarra (1998-presente)
- Ida "Evileye" Stenbacka – basso (1998-presente)
- Nicki Wicked – batteria (1998-presente)

### Ex componenti
- Joey Nine - voce (1998-2003)

## Discografia

### Album in studio
- 2005 – In Distortion We Trust
- 2009 – 'Til Death Do Us Party
- 2012 – The Midnight Chase
- 2014 – In the Red

### Singoli
- 2005 – Losing the Game
- 2005 – Rock'n'Roll Bachelor
- 2006 – Play Me Hard
- 2010 – Jennyfer
- 2014 – Electric Sky